# Естественный уровень безработицы
Естественный уровень безработицы (англ. Natural rate of unemployment) — уровень безработицы при полной занятости, равный количеству незанятых как при фрикционной, так и при структурной безработице (но не циклической безработице). Концепция естественного уровня безработицы впервые была предложена Милтоном Фридманом и Эдмундом Фелпсом, и оба ученых получили Нобелевскую премию по экономике за эту концепцию. Концепция предполагает, что при естественном уровне безработице в экономике наблюдается потенциальный ВВП. В современной макроэкономической науке вместо естественного уровня безработицы чаще оперируют понятием NAIRU — уровня безработицы, который не приводит к ускорению инфляции.

## Определение
Согласно К. Р. Макконнеллу и С. Л. Брю естественный уровень безработицы — ситуация, при которой экономика использует все пригодные производственные ресурсы, обеспечивая занятость всех, кто хочет и способен трудиться, таким образом существует фрикционная и структурная безработица, но нет циклической безработицы.
Естественный уровень безработицы возникает в ситуации, когда количество ищущих работу равно числу свободных рабочих мест, при полной занятости.
Естественный уровень безработицы определяется в первую очередь совокупным предложением в экономике: количеством имеющихся ресурсов, качеством их использования и экономическими институтами. В случае наличия постоянных несоответствий на рынке труда и жесткости реальных зарплат, естественный уровень безработицы может включать недобровольную безработицу, когда люди не могут найти работу даже по равновесной зарплате.
Ключевой вывод из модели заключается в том, что естественный уровень безработицы не может быть снижен за счет монетарной политики, но монетарная политика может повлиять на наблюдаемый на данный момент уровень безработицы. Повлиять на естественный уровень безработицы можно с помощью структурных изменений в совокупном предложении.

## Критика
Ключевой элемент критики модели заключается в ненаблюдаемости естественного уровня безработицы и, соответственно, отсутствие доказательств правдивости концепции; этот недостаток признавал сам Милтон Фридман. Кроме того, модель предполагает, что существует некий единственный равновесный уровень безработицы, однако отсутствуют модели, напрямую указывающие, от чего он зависит. Некоторые экономисты предполагают, что на рынке труда может быть несколько различных равновесий. Несмотря на представленную критику, от двух третей до трех четвертей экономистов согласны с утверждением, что существует естественный уровень безработицы, к которому стремится экономика.